# Форна (Беневенто)
Форна је насеље у Италији у округу Беневенто, региону Кампанија.
Према процени из 2011. у насељу је живело 94 становника. Насеље се налази на надморској висини од 750 м.